# Kondominium Bośni i Hercegowiny
Kondominium Bośni i Hercegowiny – kondominium austro-węgierskie istniejące w latach 1908-1918.
Bośnia i Hercegowina znalazła się pod okupacją Austro-Węgier w 1878 roku po kongresie berlińskim. Mimo okupacji Monarchii terytorium to wciąż oficjalnie znajdowało się pod rządami Imperium Osmańskiego. Dokładnie 30 lat później Austro-Węgry dokonały pełnej aneksji Bośni i Hercegowiny, co doprowadziło do kryzysu bośniackiego i powstania kondominium pod zarządem Wiednia i Budapesztu.

## Historia Kondominium Bośni i Hercegowiny

### Okupacja
W wyniku wojny rosyjsko-tureckiej od 13 czerwca do 13 lipca odbył się kongres berliński. W wyniku tego kongresu powstał traktat berliński zgodnie z którym turecka prowincja Bośni i Hercegowiny, a także sandżak nowopazarski zostały oddane pod administrację austriacką i węgierską mimo dalszej przynależności do Imperium Osmańskiego. Niedługo po decyzjach owego traktatu armia Austro-Węgier wkroczyła na terytorium Bośni co doprowadziło do krwawych walk z miejscową ludnością. Austro-Węgry do zajęcia Bośni zmobilizowały początkowo 82113 żołnierzy, 13313 koni i 112 dział pod przewodnictwem Josipa Filipovića, lecz w związku z oporem miejscowej ludności szybko musiano powiększyć liczbę żołnierzy. Po miesiącach walk na tym terenie 20 października 1878 terytorium to znalazło się pod pełną okupacją C.K. Monarchii a miejscowa ludność zaprzestała walki zbrojnej z okupantem. W wyniku tej operacji zginęło około 5000 żołnierzy Monarchii. Początkowo Trójjedyne Królestwo Chorwacji, Slawonii i Dalmacji, jeden z krajów Korony Świętego Stefana wystosowało petycję do Franciszka Józefa o dołączenie tego terytorium do Trójjedynego Królestwa, lecz w wyniku protestu Węgier petycja została odrzucona. W związku z okupacją Bośni, terytorium to stało się przedmiotem sporu pomiędzy rządem Austrii i Węgier a miejscową ludnością. Najbardziej widoczny konflikt był na terenie Hercegowiny z której to odbywała się wielka imigracja ludności muzułmańskiej do Imperium Osmańskiego. W związku z brakiem pomysłu co do przynależności prowincji do Austro-Węgier, terytorium było zarządzane przez ministerstwo spraw zagranicznych Austro-Węgier, a następnie przez ministerstwo finansów Austro-Węgier. Do 1882 roku faktyczna władza w prowincji należała do wojskowego dowódcy sił okupacyjnych, lecz w wyniku powstania miejscowej ludności, które było związane z obowiązkiem poboru do armii cesarsko-królewskiej w Hercegowinie, tego samego roku wojskowy gubernator został zastąpiony cywilnym. Został nim Austriak Johann von Appel. Mimo okupacji nie wprowadzono tam dużych zmian społecznych czy gospodarczych, panował tam dalej system turecki. Taki stan rzeczy na tym terenie panował do 1908 roku, czyli do pełnej aneksji Bośni i Hercegowiny przez Austro-Węgry.

### Aneksja
W 1908 roku miała miejsce rewolucja młodoturecka w wyniku której Austro-Węgry wykorzystując chwilową słabość Imperium Osmańskiego zajęły w pełni terytorium łamiąc tym samym postanowienia traktatu berlińskiego. Manifest cesarski do ludności o włączeniu Bośni i Hercegowiny do Austro-Węgier został ogłoszony na przełomie 6 i 7 października 1908 roku. Aneksja tego terytorium wywołała skandal międzynarodowy a co za tym idzie kryzys bośniacki, który zakończył się dopiero w lutym 1909 roku. Od momentu aneksji teren ten zaczął przeżywać okres najszybszego rozwoju. Dualistyczna Monarchia rozpoczęła tam budowę wielu fabryk, hut, a także szkół. Najbardziej została rozbudowana stolica: Sarajewo. Poza tym w znacznym stopniu została ulepszona infrastruktura trwał rozwój sieci dróg, a także rozwój trakcji kolejowej. Na terenie Bośni i Hercegowiny panowała pełna wolność religijna (między innymi dzięki konstytucji grudniowej), co przyczyniło się do rozwoju religii innych niż narzucanego w przeszłości islamu. Wolność ta w znacznym stopniu pomogła rozrosnąć się prawosławiu.

## Struktura administracyjna Kondominium

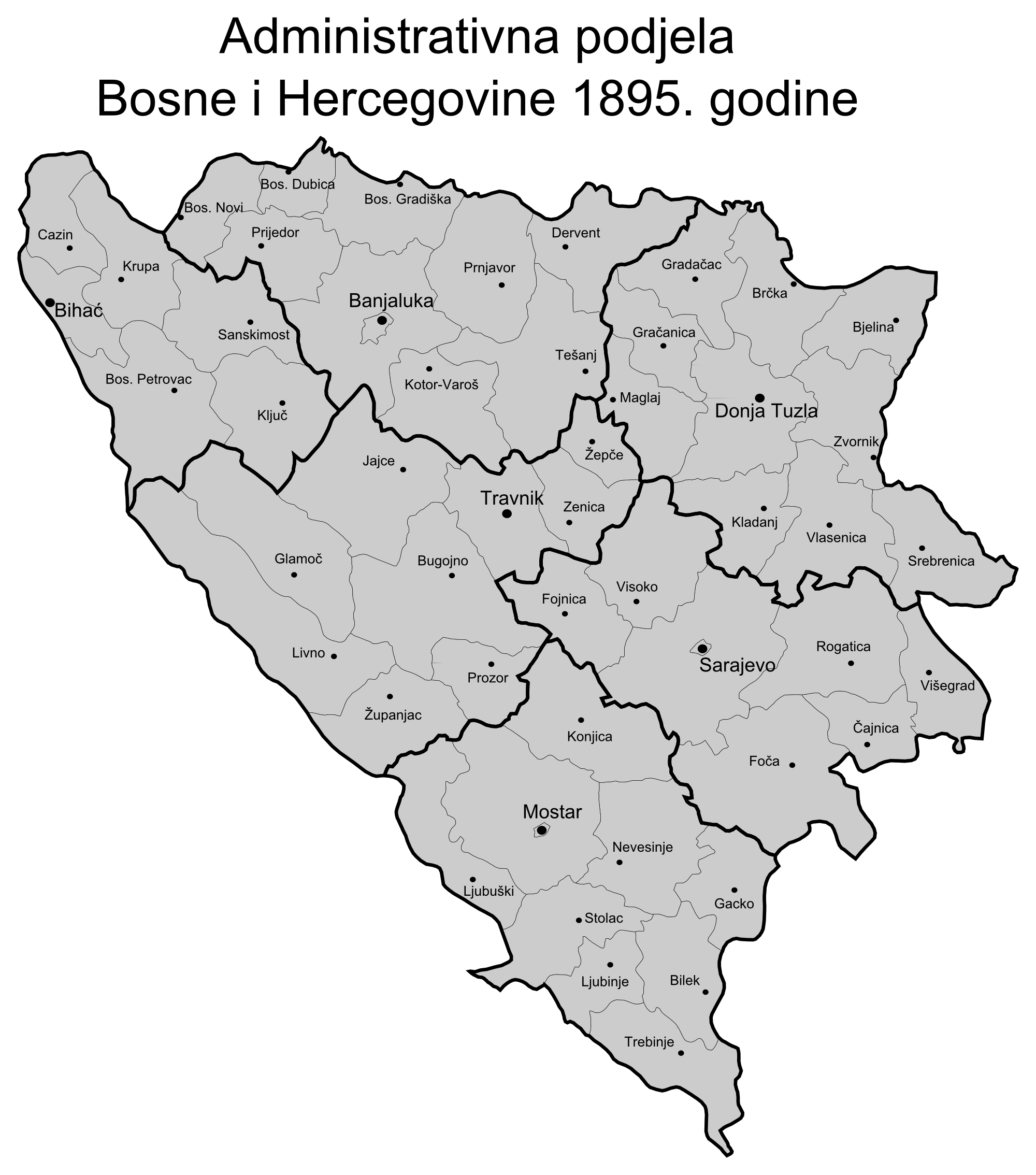
Podział kondominium na okręgi: Bihać, Banja Luka, Travnik, Tuzla, Mostar, Sarajewo

Bośnia i Hercegowina była rządzona wspólnie przez Przedlitawię i Zalitawię, de facto poprzez wspólne ministerstwo finansów tych państw. Jedną z filii tego ministerstwa było Biuro Bośniackie którym specjalnym zadaniem było rządzenie kondominium, było ono instrumentem nadrzędnym do gubernatora i jego rządu. Gubernator Bośni i Hercegowiny odpowiadał przed cesarzem, ministrem finansów, a także parlamenem: wiedeńskim i budapesztańskim. W 1910 roku powstał Sejm Bośniacki (chorw. Bosansko-hercegovački sabor), który posiadał władzę ustawodawczą, jednakże wszystkie jego decyzje musiały zostać zaakceptowane przez dwa parlamenty cesarsko-królewskie. Terytorium to administracyjne podzielono było na sześć okręgów.

## Rozpad Austro-Węgier
Po serii klęsk Austro-Węgier podczas I Wojny Światowej na terenie Monarchii trwał gwałtowny wzrost nacjonalizmu i ruchów niepodległościowych ludów zamieszkujących te wielonarodowe państwo. Słowianie mieszkający na południu Monarchii utworzyli swoje własne państwo Królestwo Serbów, Chorwatów i Słoweńców. W wyniku traktatu w Saint-Germain-en-Laye teren Bośni i Hercegowiny zostały potraktowane jako terytorium Cesarstwa Austrii i zostały włączone do Królestwa SHS, pozostając częścią tego państwa do 1992 roku. W ten sposób zakończyły się rządy austro-węgierskie na terenie kondominium.